# Musculus iliocostalis dorsi

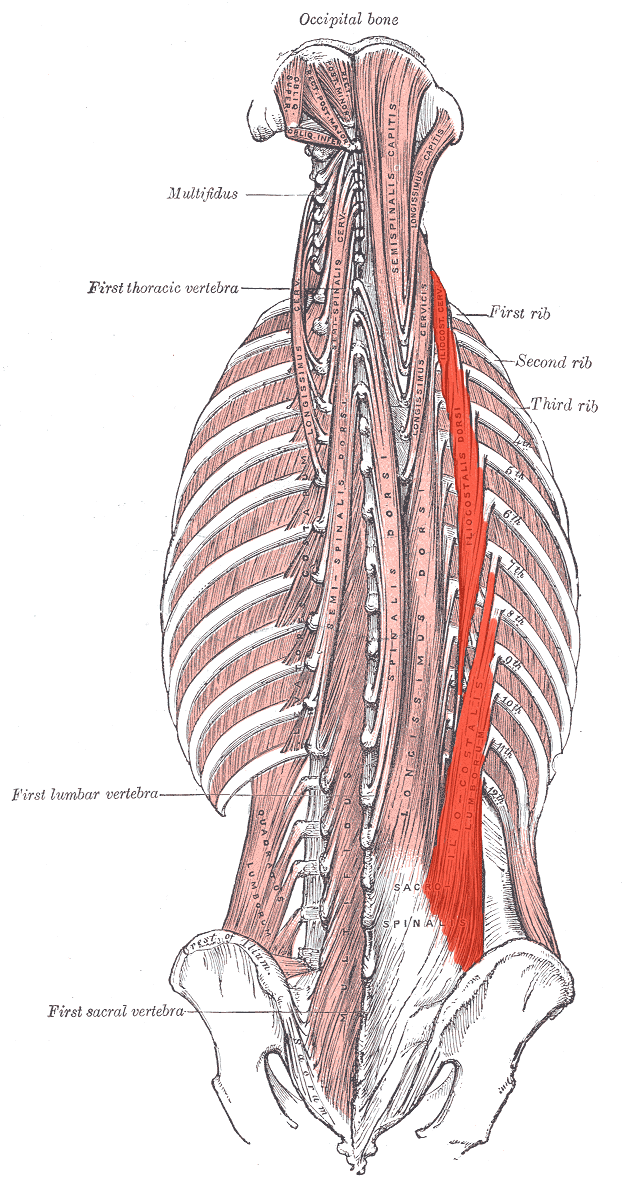
A hát izmai (a vörössel jelölt izmok közül a középső a iliocostalis dorsi)

A musculus iliocostalis dorsi egy hosszúkás izom az ember hátában.

## Eredés, tapadás, elhelyezkedés
A 6-12-es bordák felső széléről ered. Az 1-6-os bordákon tapad. Néha a VII. nyakcsigolya processus transversus vertebrae-jén is tapad.

## Funkció
Feszíti a gerincet. Stabilizál, forgat.

## Beidegzés, vérellátás
A ramus posterior nervi spinalis idegzi be. Az aorta muscularis ágai látják el vérrel.

## Külső hivatkozások
- Kép
- Kép Archiválva 2007. március 10-i dátummal a Wayback Machine-ben
- Kép, leírás